# Ludvík Dvořáček
Ludvík Dvořáček, né le 6 août 1910 et mort à la fin du XXe siècle, est un joueur tchécoslovaque de basket-ball. Il est le frère d'Alois Dvořáček.